# Dicliptera
Dicliptera är ett släkte av akantusväxter. Dicliptera ingår i familjen akantusväxter.

## Bildgalleri

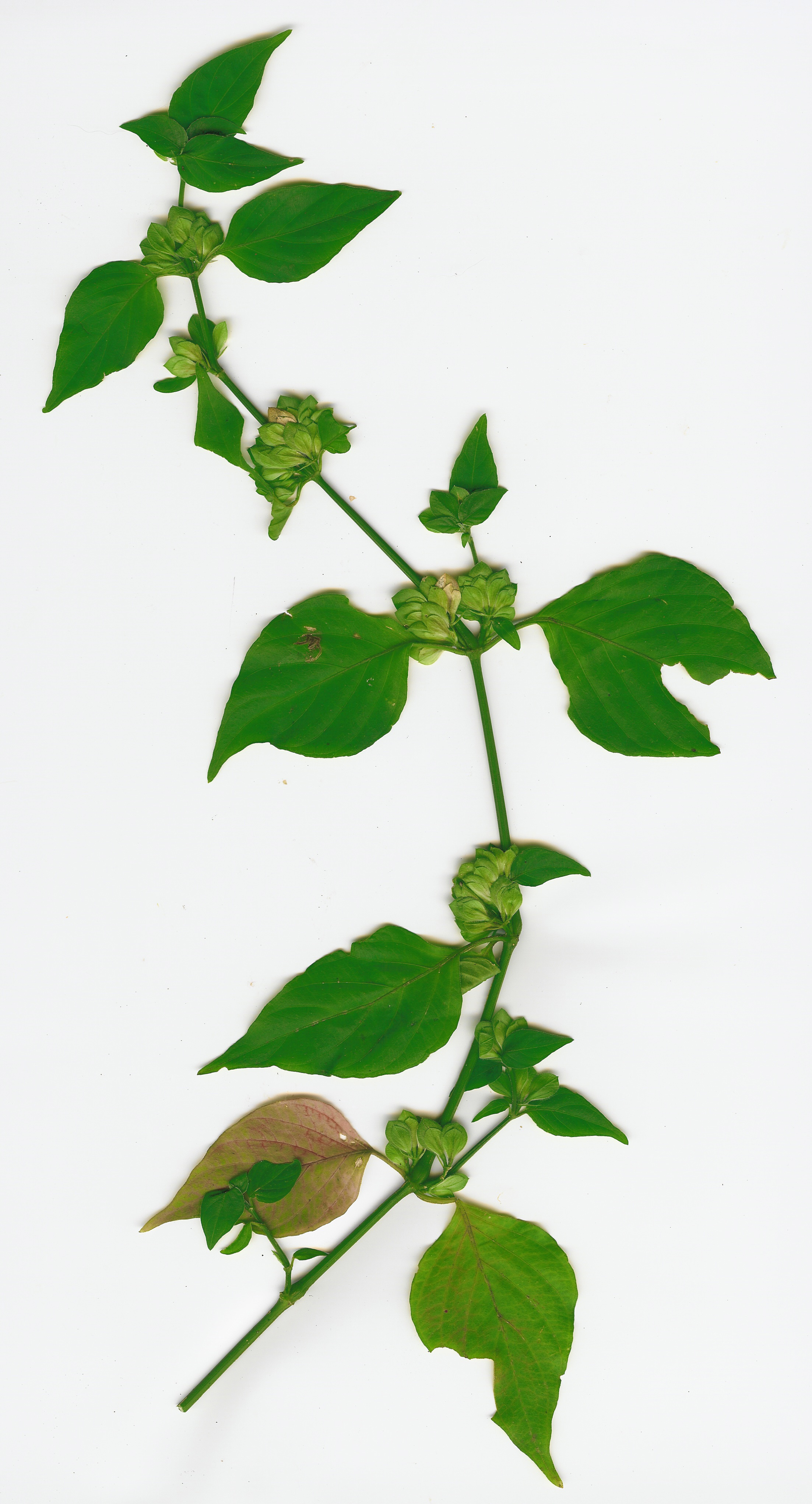
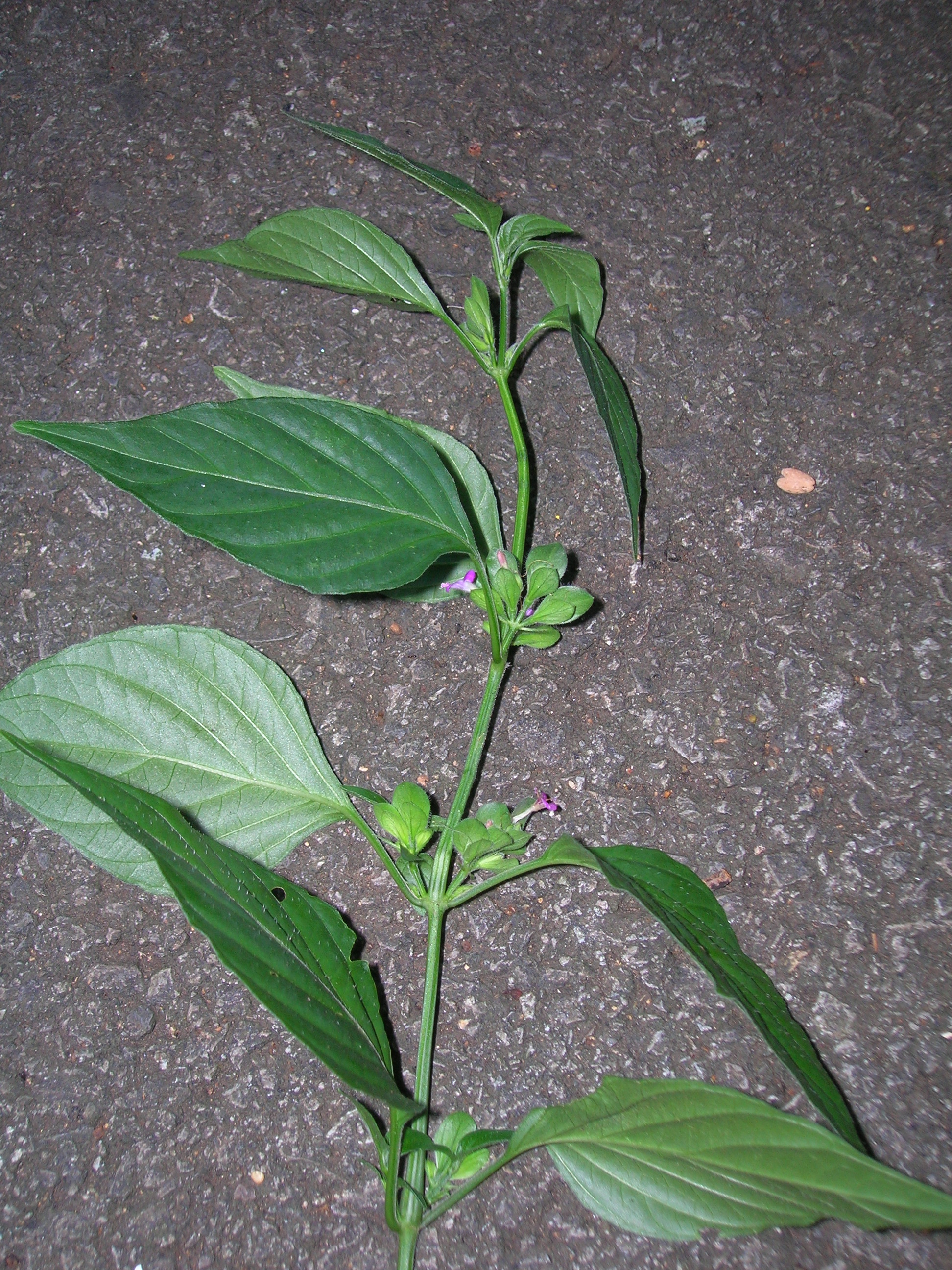
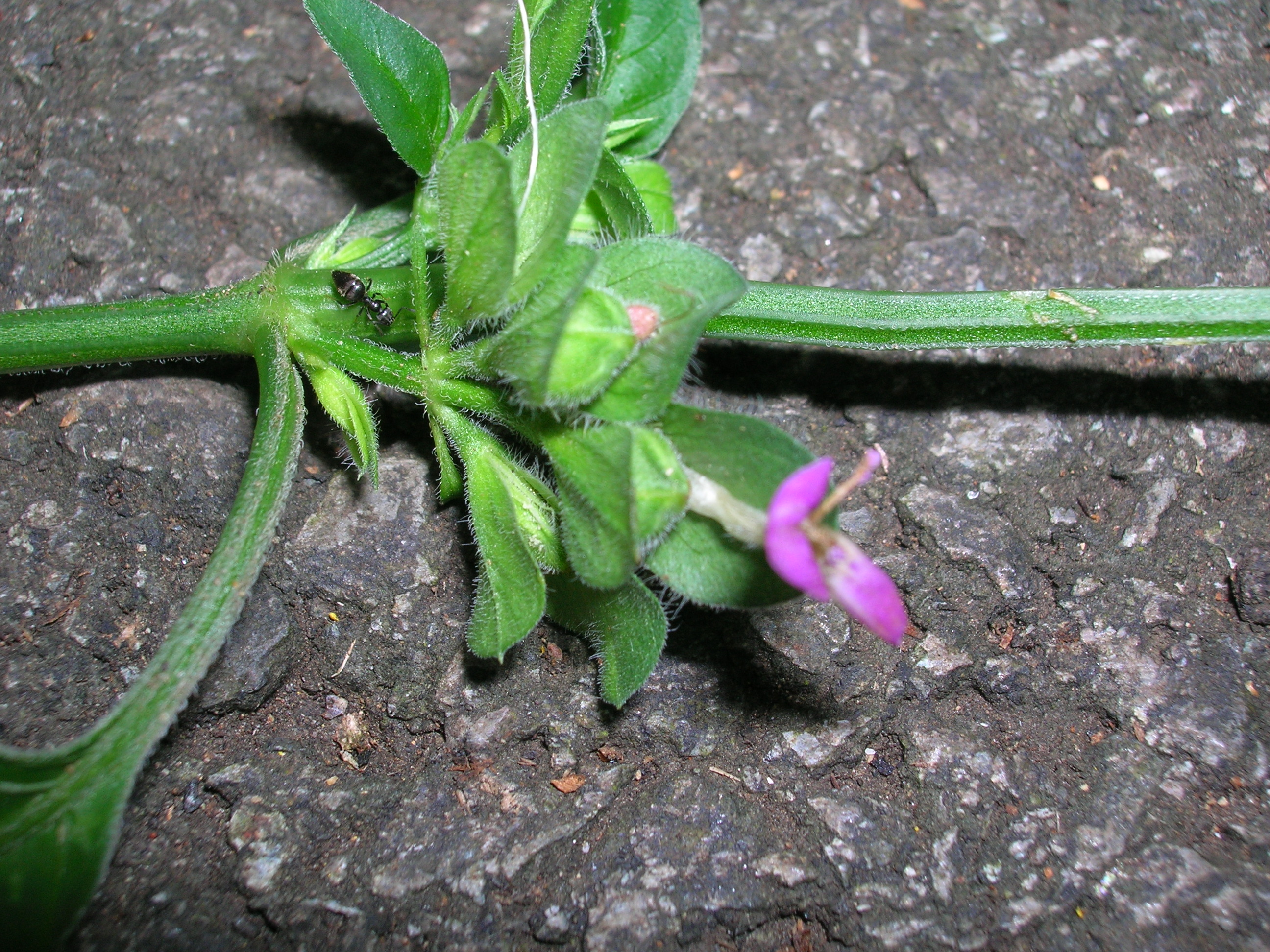
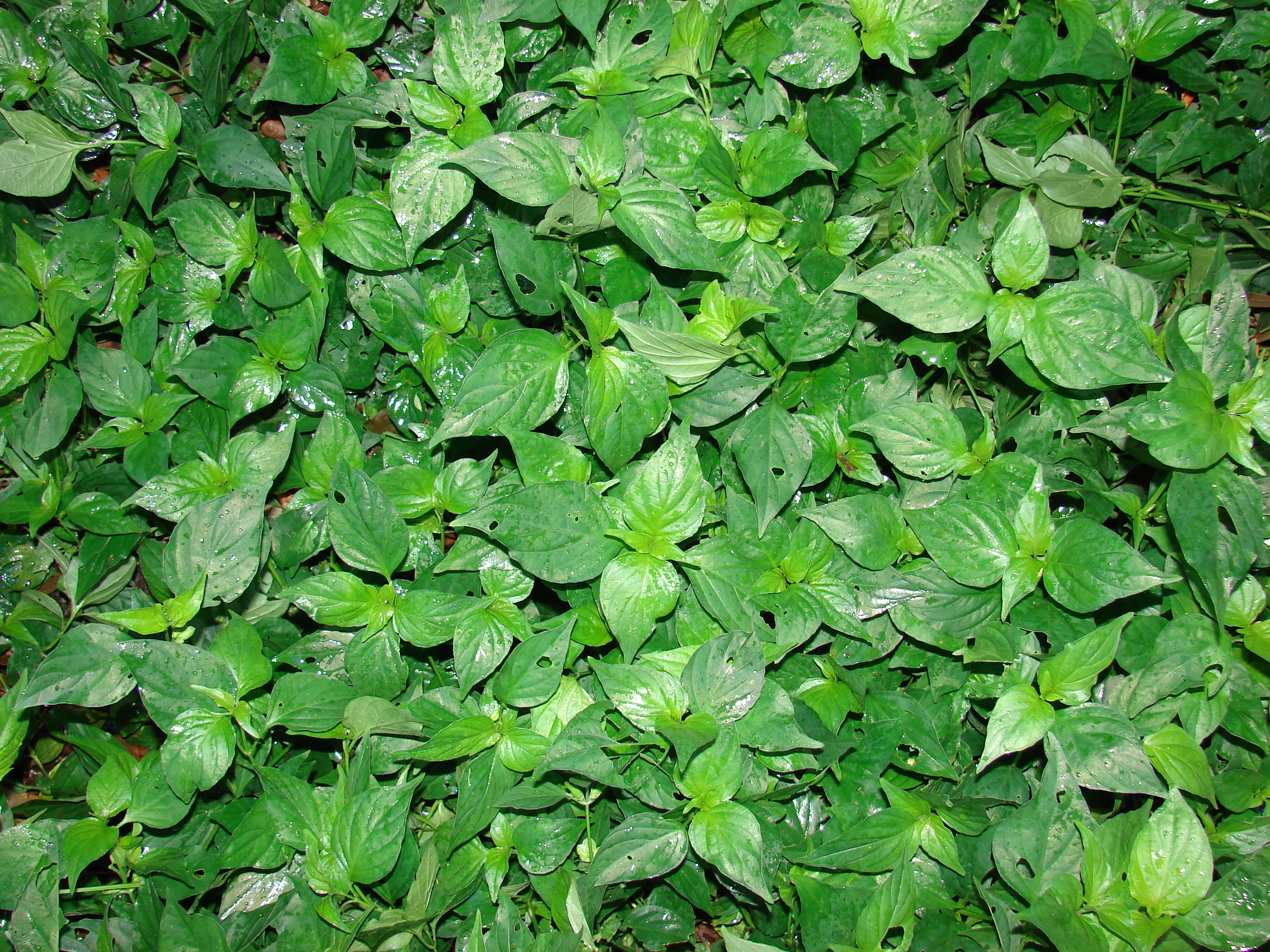
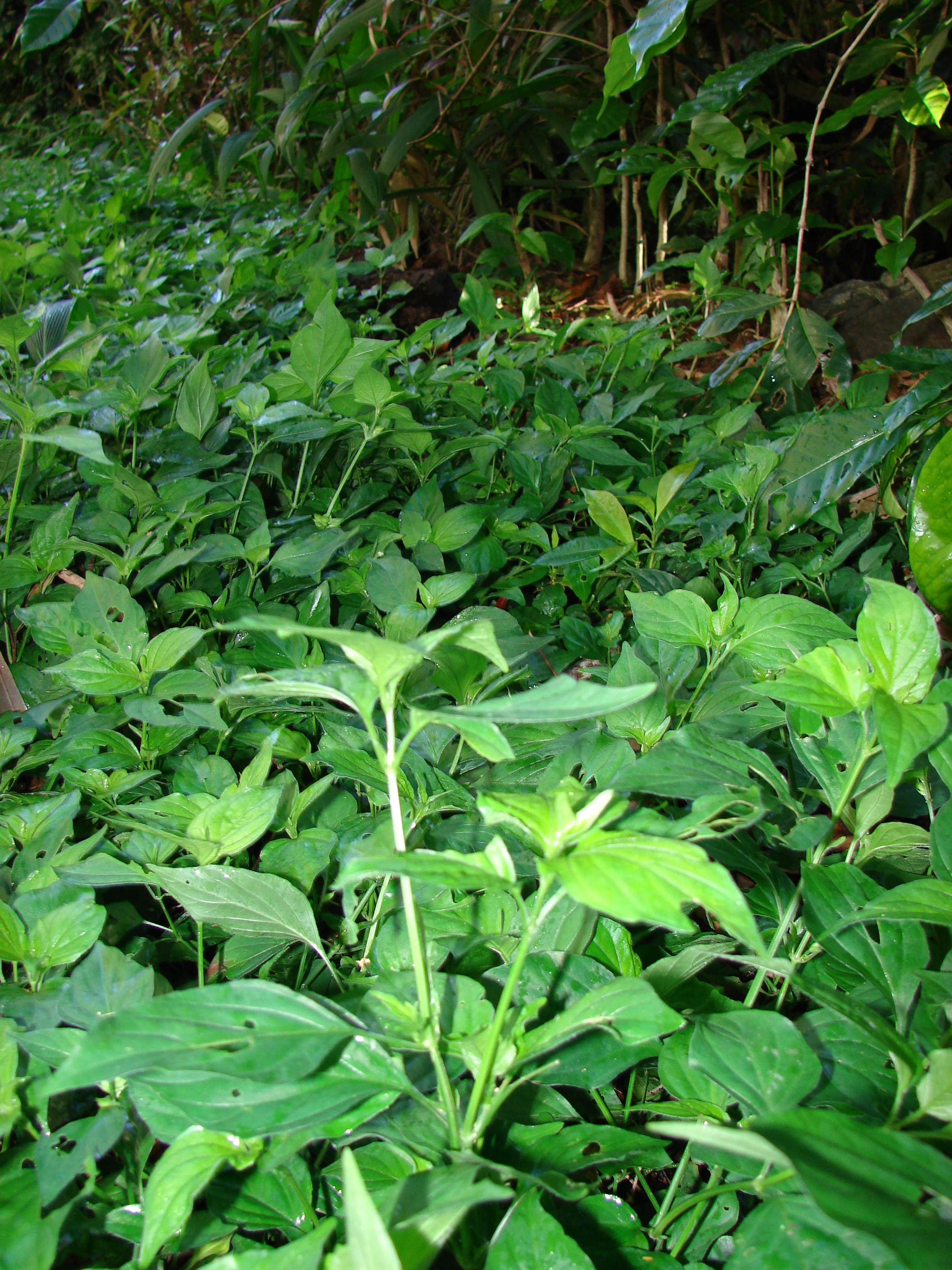
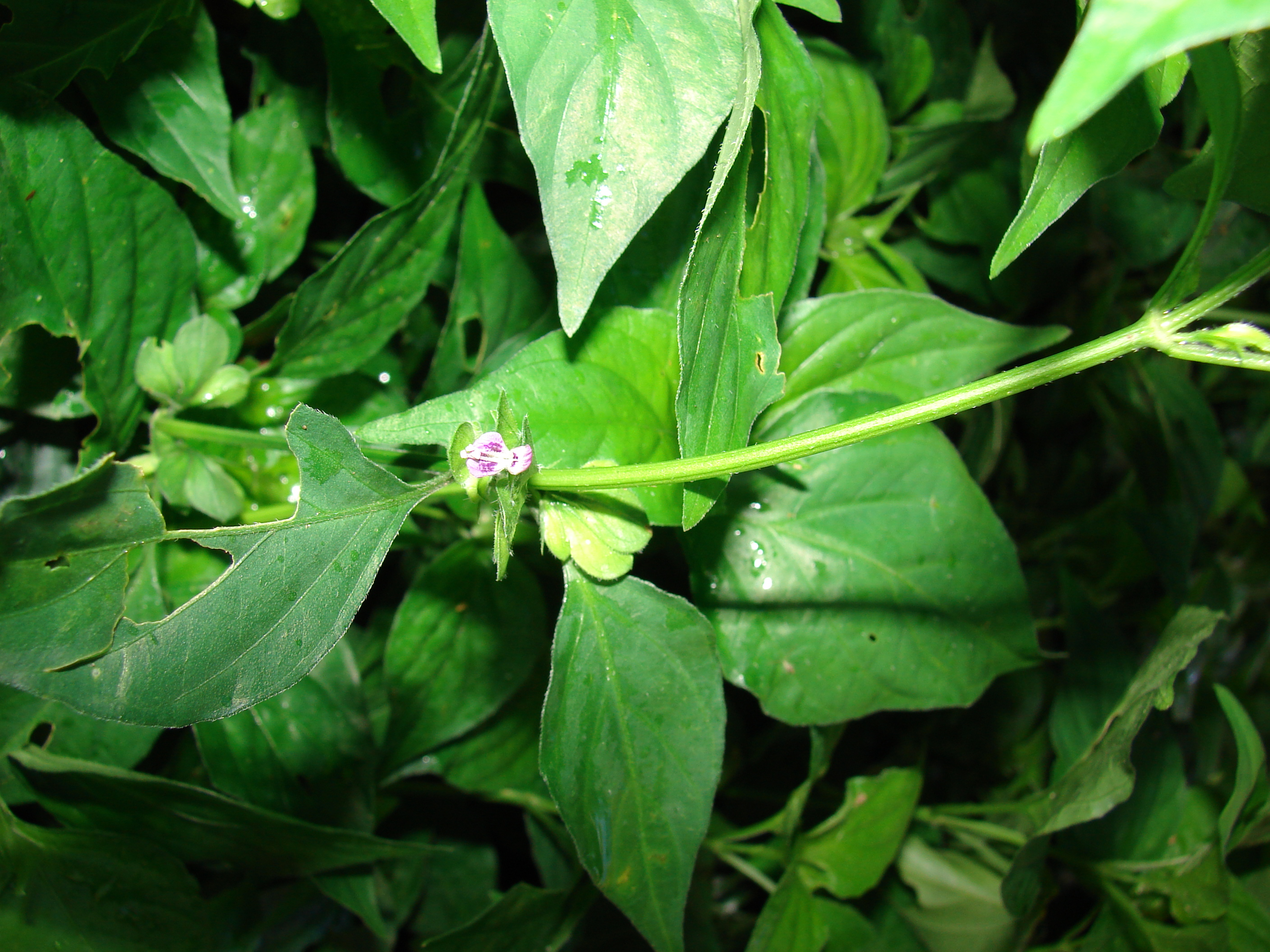

## Dottertaxa tillDicliptera, i alfabetisk ordning[1]
- Dicliptera abuensis
- Dicliptera aculeata
- Dicliptera acuminata
- Dicliptera albicaulis
- Dicliptera albocostata
- Dicliptera alternans
- Dicliptera andamanica
- Dicliptera angolensis
- Dicliptera anomala
- Dicliptera antidysenterica
- Dicliptera aquatica
- Dicliptera arenaria
- Dicliptera aripoensis
- Dicliptera armata
- Dicliptera arnhemica
- Dicliptera australis
- Dicliptera baphica
- Dicliptera batilliformis
- Dicliptera beddomei
- Dicliptera betonicoides
- Dicliptera bogotensis
- Dicliptera brachiata
- Dicliptera bracteata
- Dicliptera brassii
- Dicliptera brevispicata
- Dicliptera bupleuroides
- Dicliptera cabrerae
- Dicliptera callichlamys
- Dicliptera canescens
- Dicliptera capensis
- Dicliptera capitata
- Dicliptera caracasana
- Dicliptera carvalhoi
- Dicliptera caucensis
- Dicliptera caudatifolia
- Dicliptera cernua
- Dicliptera chinensis
- Dicliptera cicatricosa
- Dicliptera ciliaris
- Dicliptera ciliata
- Dicliptera clarkei
- Dicliptera clavata
- Dicliptera cleistogama
- Dicliptera cliffordii
- Dicliptera clinopodia
- Dicliptera cochabambensis
- Dicliptera coerulea
- Dicliptera colorata
- Dicliptera columbiana
- Dicliptera commutata
- Dicliptera compacta
- Dicliptera conformis
- Dicliptera congesta
- Dicliptera contorta
- Dicliptera cordatibractea
- Dicliptera cordibracteata
- Dicliptera crenata
- Dicliptera cuatrecasasii
- Dicliptera cubangensis
- Dicliptera cundinamarcana
- Dicliptera cuneata
- Dicliptera danielii
- Dicliptera debilis
- Dicliptera decaryi
- Dicliptera decorticans
- Dicliptera divaricata
- Dicliptera dodsonii
- Dicliptera dorrii
- Dicliptera driophila
- Dicliptera eenii
- Dicliptera effusa
- Dicliptera ehrenbergii
- Dicliptera elegans
- Dicliptera elliotii
- Dicliptera elongata
- Dicliptera eriantha
- Dicliptera ewanii
- Dicliptera extenta
- Dicliptera falcata
- Dicliptera falciflora
- Dicliptera felix
- Dicliptera fera
- Dicliptera fionae
- Dicliptera floribunda
- Dicliptera foetida
- Dicliptera forsteriana
- Dicliptera fragilis
- Dicliptera frondosa
- Dicliptera fruticosa
- Dicliptera garciae
- Dicliptera ghatica
- Dicliptera gillilandiorum
- Dicliptera glabra
- Dicliptera gracilis
- Dicliptera grandibracteata
- Dicliptera grandiflora
- Dicliptera granvillei
- Dicliptera guangxiensis
- Dicliptera guttata
- Dicliptera haenkeana
- Dicliptera harlingii
- Dicliptera hastilis
- Dicliptera haughtii
- Dicliptera hazenii
- Dicliptera hensii
- Dicliptera hereroensis
- Dicliptera heterostegia
- Dicliptera hirta
- Dicliptera hookeriana
- Dicliptera hyalina
- Dicliptera imbricata
- Dicliptera inconspicua
- Dicliptera induta
- Dicliptera insularis
- Dicliptera inutilis
- Dicliptera iopus
- Dicliptera japonica
- Dicliptera javanica
- Dicliptera jujuyensis
- Dicliptera katangensis
- Dicliptera keyensis
- Dicliptera killipii
- Dicliptera knappii
- Dicliptera koiei
- Dicliptera krugii
- Dicliptera kurzii
- Dicliptera lanceolaria
- Dicliptera lanceolata
- Dicliptera lancifolia
- Dicliptera latibracteata
- Dicliptera laxata
- Dicliptera laxispica
- Dicliptera leandrii
- Dicliptera leistneri
- Dicliptera leonotis
- Dicliptera longifolia
- Dicliptera lugoi
- Dicliptera maclearii
- Dicliptera maculata
- Dicliptera madagascariensis
- Dicliptera magaliesbergensis
- Dicliptera magnibracteata
- Dicliptera manilalii
- Dicliptera martinicensis
- Dicliptera megalochlamys
- Dicliptera melleri
- Dicliptera membranacea
- Dicliptera minbuensis
- Dicliptera minor
- Dicliptera minutifolia
- Dicliptera miscella
- Dicliptera monosemaeophora
- Dicliptera monroi
- Dicliptera montana
- Dicliptera moritziana
- Dicliptera mucronata
- Dicliptera mucronifolia
- Dicliptera muelleriferdinandi
- Dicliptera multiflora
- Dicliptera namibiensis
- Dicliptera nanodes
- Dicliptera napierae
- Dicliptera nasikensis
- Dicliptera neesii
- Dicliptera nervata
- Dicliptera nilotica
- Dicliptera nobilis
- Dicliptera novogaliciana
- Dicliptera obtusifolia
- Dicliptera ochrochlamys
- Dicliptera pallida
- Dicliptera palmariensis
- Dicliptera paniculata
- Dicliptera pantjarensis
- Dicliptera paposana
- Dicliptera papuana
- Dicliptera parva
- Dicliptera parviflora
- Dicliptera peduncularis
- Dicliptera peruviana
- Dicliptera podocephala
- Dicliptera porphyrea
- Dicliptera porphyrocoma
- Dicliptera procumbens
- Dicliptera pumila
- Dicliptera purpurascens
- Dicliptera pyrrantha
- Dicliptera quintasii
- Dicliptera rauhii
- Dicliptera raui
- Dicliptera reptans
- Dicliptera resupinata
- Dicliptera rhombochlamys
- Dicliptera rigidissima
- Dicliptera riparia
- Dicliptera rosea
- Dicliptera roxburghiana
- Dicliptera ruiziana
- Dicliptera samoensis
- Dicliptera sanctae-martae
- Dicliptera sarcochroma
- Dicliptera saxicola
- Dicliptera scabra
- Dicliptera scandens
- Dicliptera sciadephora
- Dicliptera sciaphila
- Dicliptera scutellata
- Dicliptera serpenticola
- Dicliptera sexangularis
- Dicliptera siamensis
- Dicliptera skutchii
- Dicliptera sparsiflora
- Dicliptera speciosa
- Dicliptera spicata
- Dicliptera squarrosa
- Dicliptera strigosa
- Dicliptera suffruticosa
- Dicliptera sumichrasti
- Dicliptera swynnertonii
- Dicliptera syringifolia
- Dicliptera taroemensis
- Dicliptera teklei
- Dicliptera thlaspioides
- Dicliptera tianmuensis
- Dicliptera transvaalensis
- Dicliptera trianae
- Dicliptera trifurca
- Dicliptera undulata
- Dicliptera unguiculata
- Dicliptera uribei
- Dicliptera velata
- Dicliptera welwitschii
- Dicliptera verticillata
- Dicliptera vestita
- Dicliptera villosior
- Dicliptera vollesenii
- Dicliptera vulcanica
- Dicliptera yunnanensis
- Dicliptera zollingeri